# 鮑威爾縣 (蒙大拿州)
鮑威爾縣（英語：Powell County）是美國蒙大拿州西部的一個縣。面積6,042平方公里。根据美國2000年人口普查，共有人口7,180人。治所鹿棧 (Deer Lodge)。
成立於1901年1月31日。縣名來自鮑威爾山。